# Isuzu
Isuzu Motors Ltd. (いすゞ自動車株式会社 Isuzu Jidōsha Kabushiki-gaisha?) es un fabricante de vehículos industriales y comerciales, así como de motores diésel, con sede mundial en Tokio, Japón. Su actividad se concentra en el diseño, producción, ensamblaje, venta y distribución de vehículos comerciales. Sus plantas de producción se encuentran ubicadas en Fujisawa y en las prefecturas de Tochigi y Hokkaido, en Japón. Isuzu se dedica solamente a los camiones de cualquier tonelaje, autobuses y autocares tanto carrozados como en chasis, camionetas tipo SUV y pickup, así como a los motores diésel destinados al transporte tanto terrestre como marítimo y a otros usos industriales. Fue fundada en el año 1916 con el nombre de Tokyo Ishikawajima Enigineering Co. Ltd, una filial de la Tokyo Gas Company, pero su razón social no llegaría hasta el año 1949 cuando se fusiona con el fabricante de automóviles Dot Automobile Manufacturing Inc, bautizándola como Isuzu, que significa cincuenta campanas y hace referencia a un río del mismo nombre.
En los últimos años, el motor diésel ha atraído de nuevo la atención de los conductores por su eficiencia y durabilidad. Durante los últimos 66 años, Isuzu Motors Ltd. ha dedicado la mayor parte de su actividad de investigación y desarrollo a este tipo de motores, siendo hoy reconocida como empresa pionera en innovación tecnológica. La empresa fabrica actualmente alrededor de 60 tipos de motores diésel que van de 1000 a 30 000 cm³ (1 a 30,0 L) (61,0 a 1830,7 plg³) para una gran variedad de usos en el transporte, la marina y otros usos industriales.
Isuzu posee una buena reputación como fabricante de camionetas pick up y vehículos comerciales e industriales. La compañía posee un buen nivel de ventas en los mercados de Norteamérica, China, Oriente Medio y el Sudeste Asiático, así como en algunos países de Suramérica.
Isuzu ha adoptado también como principal prioridad la disminución de la contaminación ambiental. Isuzu concentra sus energías en el desarrollo de motores diésel limpios que ofrezcan una reducción significativa de los niveles de partículas y gases contaminantes. Como anécdota podemos decir que desde 1955 Isuzu es el único proveedor de motores diésel para la base nacional japonesa de investigación en el Polo Sur. Simultáneamente, la empresa está dedicando todos sus recursos al desarrollo de nuevas tecnologías para mejorar aún más los beneficios de los motores diésel como el alto rendimiento, la durabilidad y la elevada eficiencia térmica.
Por el momento en España (Isuzu Iberia) comercializa principalmente los pickups Rodeo y D-Max.
En Argentina, en la planta de la Chevrolet en Alvear (Santa Fe), a 14 km (8,7 millas) de Rosario (Argentina), se ensambla el Corsa Classic con motor Isuzu de 1.7 L, el cual se exporta a distintos países. También el fabricante sueco Saab Automobile lo implementa en algunos de sus modelos diésel.
En Colombia se han ensamblado modelos de esta marca desde 1981, siendo conocidos como Chevrolet Luv, el verdadero nombre Isuzu no se usó por razones comerciales, hasta 2005, año en el cual fue substituido por el "Isuzu D-Max". Las líneas de camiones NHR, NKR, NNR, NPR y NQR se encuentran actualmente en producción en Colmotores, Filial de la GM en Colombia; otros modelos fueron ensamblados, y a su vez otros fueron importados desde la apertura económica en 1992.

## Historia

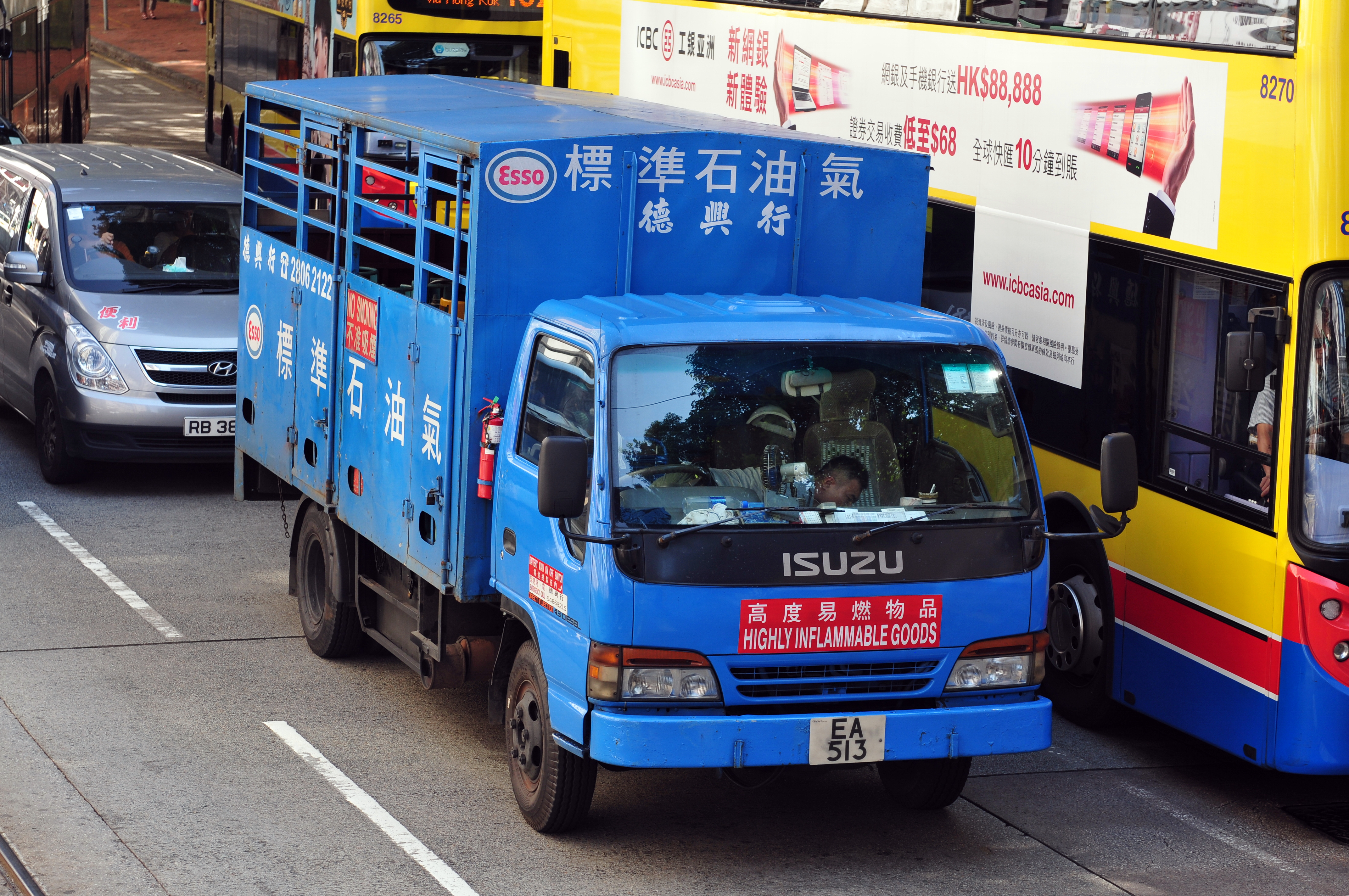
Camión en Hong Kong en 2009

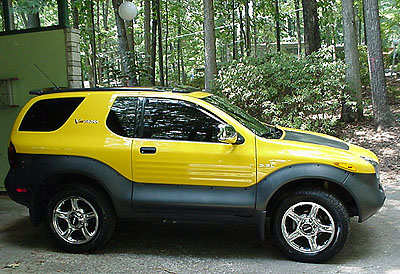
Vehicross de 2001

Tal como lo hemos dicho, Isuzu nace en 1916, cuando la Tokyo Gas Co. decide crear una filial llamada Tokio Ishikawajima Engineering Co. Ltd. para construir una planta e iniciar la producción de vehículos y 2 años más tarde, en 1918, se comienza la fabricación de vehículos bajo un acuerdo con la marca Wolseley Motors, que eran destinados para el mercado japonés. el primer modelo fue el automóvil Wolseley Motors A9 a partir del año 1922. en 1924, inicia la producción y el ensamblaje de camiones.
Es en 1934, cuando el Tokio Ishikawajima Shipbuilding & Engineering Co. Ltd. se fusiona con otro fabricante de automóviles llamado Dot Automobile Manufacturing Inc. La compañía es objeto de atención por parte del gobierno japonés, que propone darle un nuevo nombre al vehículo principal. Isuzu (que en japonés significa cincuenta campanas) es el nombre elegido en referencia del gran río que desemboca en el Gran Santuario de Ise, y son muchas las canciones y poemas que se le dedican tradicionalmente.
En 1936 se produjo el primer motor diésel para automóviles refrigerado por aire. En 1937 la compañía se convirtió en el grupo automovilístico Tokio Industries Inc. y continúa la producción de camiones con motores diésel. Pero hay que esperar hasta 1949 para que la marca Isuzu, se convertirá en el sello distintivo de todo el grupo: nace Isuzu Motors Limited.
Durante la década de los setenta Isuzu intensifica sus actividades a nivel internacional, tanto desde el punto de vista de estructura organizativa como de la internacionalización de la producción. En 1971 Isuzu llega a un acuerdo con General Motors y comienza a producir vehículos para el mercado estadounidense: el Chevrolet LUV, el primer vehículo vendido en los EE. UU., y el Gemini, que se vende en los Estados Unidos como "Opel Buick por Isuzu", y en Australia "Holden Gemini".
En los años ochenta la marca Isuzu es reconocida oficialmente a nivel internacional: el Isuzu Pick Up empieza a ser un producto conocido por el público en general. En 1986 se celebra la consecución de los tres millones de unidades exportadas. La internacionalización de la marca continuará con su joint venture con Subaru para crear la empresa SIA Subaru-Isuzu Automotive (1987), y el nacimiento de un programa de intercambio con Honda (1994) que durará hasta el año 2002.
En junio de 1999 comienza la producción de motores diésel en Polonia para todos los vehículos Opel y General Motors del mercado europeo.

## 1990-2000

### Líder en tecnología diésel
La década de 1990 marcó el éxito de las ventas de camionetas pick-up. Desde 1990 y durante varios años, Isuzu es el primer fabricante del mundo de vehículos comerciales medianos y pesados (más de 6,1 toneladas), alcanzando en 1996 el primer puesto de ventas en los Estados Unidos. Así mismo, es el primer fabricante en el mundo que introduce el "common rail" en la gama de vehículos todo terreno.
En diciembre de 1998 Isuzu obtiene el premio "Tecnología del año" del mejor motor del año, por la “Conferencia de Periodistas de Investigación Automotriz" de Japón. En el año 2000 la compañía supera los 15 millones de motores diésel producidos en sus instalaciones, consolidando el envidiable liderazgo en el mundo.
Como parte de una reorganización general corporativa, en mayo de 2002 se lanza oficialmente el nuevo pick up Isuzu D-Max en el mercado tailandés para alcanzar en un corto tiempo un éxito de ventas. Al año siguiente, inicia la comercialización del D-Max en Europa. A partir del 2004 Isuzu es el primer fabricante reconocido en el mundo, en el mercado pick up, con la excepción de los Estados Unidos, con más de 328.000 unidades producidas.
Desde 2006, Toyota también se une al grupo Isuzu, siendo el tercer accionista más grande después de Itochu y Mitsubishi Corporation.

### Ensamblados

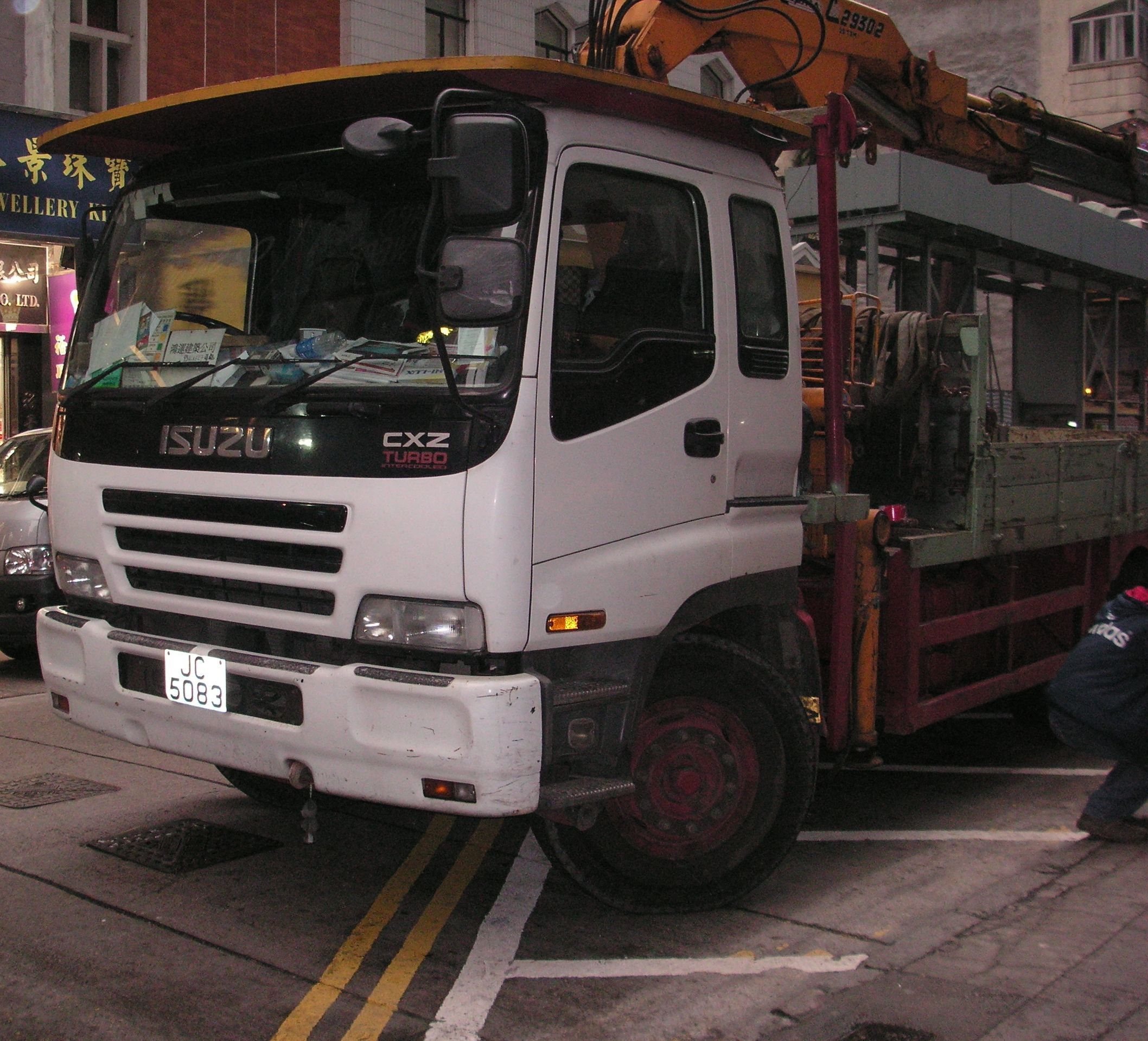
Camión CXZ 24t

- Chevrolet LUV (1600, 1800, 2000, 2300 y 3200)

desde 1981 hasta 2005, siendo ahora ensamblados para el grupo andino en Colombia y Ecuador y para General Motors en Chile. Se fabricó y/o ensambló en Colombia 2 generaciones.
- Chevrolet Trooper desde 1988 hasta 1996. (MOTOR 2600 CC Y 113 HP)[1] [2] Fue reemplazado por el Trooper 960 (Isuzu Trooper fabricado en Japón Motor 3.2.[2]
- Camión NPR desde 1991 hasta la fecha (Primera serie motor 3900 cc, segunda serie motor 4570cc, en su serie REWARD el nombre de NPR pasa a usarse en las mini busetas, y busetas).

(Cilindraje igual para camiones, mini busetas, busetas y busetones).

- Camión NKR desde 1997 (Motor 2.8).
- Camión NHR (misma mecánica pero motor 3 L de la NKR) Desde 1999.
- Chasis Bus LT 500 desde 1991 hasta 2000 (Motor 6.5 litros)*Fuente: Revista Motor El Tiempo año 1991.
- Chasis Bus CHR 580 desde *abril de 1984 hasta 1994 (Su motor es de 12023 cc, Potencia 228 hp y 81 kg/m) *"Consulta en Revista Motor El Tiempo 25 de agosto de 1984 y www.eltiempo.com sección archivo 12 de marzo de 1984".

- Chasis Bus CHR 660 desde 1994 hasta 2000. (Motor de 12000 cc)
- Chasis Bus CHR 7.2 desde 2000 hasta 2013. (Cilindraje 7127 cc)
- Chasis Bus LV 150 desde 2001 hasta 2015. (Motor de 12068 cc 360 hp y 145kg/m torque)

- Buses Series N, NPR desde 1993, motores 3.9 y 4.6 litros, NKR desde 1999 2.8, desde el año 2011 los modelos NPR Y NKR son referencias REWARD, el NKR tiene cilindraje de 3 litros y los restantes vehículos NPR, NQR Busetón son de 5193cc.

- Bus FRR FORWARD desde el año 2011 5193cc 4 cilindros.
- Probablemente para junio de 2013 se inicie el ensamble de la referencia LV 152, que reemplazará al LV 150, (consulta Salón del Automóvil Corferias 2012), comienza circulación oficial de este vehículo a partir del 2015) a su vez llegará el LV 452, cilindraje 15681, 380hp y torque de 1960 NM o 200 kg/m.[9]
- Desde el año 2015 LV 152 Y 452 Cilindraje 15681, potencia 375hp y torque de 145kg/m, la diferencia es que el 452 usa suspensiones ballestas o bombonas (electroneumáticas), y estos dos modelos son chasis autoportantes.

### Importados
- WFR desde 1992 hasta 1995.
- Trooper 960 desde 1993 hasta 2002.
- Luv SPACECAB desde 1991 hasta 1995.
- RODEO hasta 1999 año en el cual se pasó a la producción local.
- Camión EXZ desde 2002 hasta 2003.
- Camión FSR desde 2005 hasta 2011.
- Camión FTR desde 2006 hasta la fecha.
- Camión FVR desde 2007 hasta la fecha.
- Camión CYZ desde 2009 hasta la fecha.
- Camión FRR 700p Forward desde inicios del 2011.
- Camión FTR 1524 Forward desde inicios del 2011.
- Camión FVR 1724 Forward {lanzamiento pendiente}
- Camión FVZ Forward desde 2012 hasta la fecha.
- Desde después del cierre de la fábrica GM Colmotores el 26 de abril de 2024 en Colombia y Ecuador, a inicios de 2025 los modelos tanto de camiones como de buses o pasajeros, NHR, NKR, NPR, NQR, NRR, FRR Camión, FTR, FVR, FVZ chasis para midibus MS sucesor del FRR bus. Todos con tecnología Euro 6.

## Subsidiarias y empresas conjuntas
La planta de Fujisawa, Japón se construyó y abrió para la producción en noviembre de 1961. Se encuentra en Tsuchidana, Fujisawa, prefectura de Kanagawa y todavía está produciendo vehículos comerciales para el uso doméstico japonés y las exportaciones internacionales. La Planta Toghichi, ubicada en Hakuchu, Ohira-Machi, Tochigi (Tochigi), es donde actualmente se construyen los motores.
Desde 2015, Isuzu está asociado con Euglena, una sociedad japonesa, para producir y utilizar biocombustible para autobús.

## Operaciones de la marca en el continente americano
Algunos vehículos se ensamblaron y/o fabricaron en Sudamérica, en Chile (se exportó para la Argentina como Chevrolet Luv y luego Isuzu), se importaron para Bolivia, solamente algunas unidades del Trooper de la primera serie se ensamblaron en Venezuela y México (1997 a 2004), en Colombia se fabricaron y/o ensamblaron diversos modelos de la marca, algunas unidades llegaron a Venezuela y Ecuador, luego se ensamblaron en Ecuador y, posteriormente, en Colombia cuando se dejó de fabricar por la planta de este país, (Chevrolet Luv) que era un Isuzu Pick-Up fue reemplazado por el Chevrolet Luv D-Max y se ensambla en Colombia y Ecuador para (Colombia, Ecuador y Venezuela) y hasta julio del 2008 en Chile para exportarse a Chile y Bolivia.

### Argentina
Llegó a principios de los 90's al país con el Trooper, Rodeo y Luv. Recibió el Luv Chileno (también como Chevrolet) y los camiones livianos importados directamente de Japón. La marca fue históricamente representada por el importador privado Cobel, hasta 2006, donde abandonó el mercado argentino. En 2010 se especuló con su vuelta al país, ya con la razón social de Isuzu Argentina S.A. esta vez bajo el ala del diputado salteño Olmedo con el modelo D-Max importado de Tailandia.
Después de idas y venidas la empresa vuelve a radicarse en el país en mayo del 2017, aunque por el momento comercializando únicamente un camión liviano, el NPR 75.

### Chile
En Chile se ensamblaron algunas unidades solo de la versión «Dual Cab» (cabina doble) y «Space Cab» (algo así como una cabina y media) de los pickups Luv, que luego se exportaron al resto de Sudamérica, el LUV original fue descontinuado, siendo reemplazado por el Isuzu Luv D-MAX y se trasladase su ensamblaje a las plantas de Colombia y Ecuador. Hacia finales de julio de 2008 GM Chile cerró las puertas de la factoría ubicada en la ciudad porteña de Arica en la cual se producía el actual Pick-Up, Luv D-Max.
En tanto que la producción de camiones Isuzu para este mercado se hace vía importación desde Japón y Colombia para su posterior comercialización en las dependencias y la red de concesionarios de GM Chile en todo el territorio chileno.

### Colombia
En la planta de General Motors Colmotores, en Bogotá, se producen todos los modelos de la línea de transporte de carga y pasajeros de motorización Diésel de la renombrada marca, con una cuota en el mercado local del 60% de esta gama de vehículos.
ISUZU dio la autorización para usar la anterior denominación de los pickups de la serie LUV para adjuntarla a su modelo de reemplazo en el Mercado Andino para rebautizarlos para la zona como Luv D-Max bajo licencia GM por General Motors Colmotores, cuya ensambladora tiene experiencia desde 1981, en el instante en que Isuzu Motors se integra a las operaciones de GM en Colombia y decide el ensamblar miles de automóviles, camionetas, todo terrenos, camiones y buses que han sido emblemáticos en Colombia, tales como las camionetas Luv, Trooper y las reconocidísimas series ELF bajo la denominación de serie N y a la muy prestigiosa camioneta LUV, la misma que ganó un prestigio en el mercado local dando lugar a que tenga una menor depreciación entre otras camionetas o pick ups en el negocio de autos usados.
En Colombia se fabrican y ensamblan y, a su vez, se comercializan los productos, tales como: la camioneta Chevrolet LUV D-Max con motor Diésel, los camiones de la serie F/Forward y serie N/Elf en distintas versiones:

#### Camionetas Pickup
- Luv D-Max 2.4 Cabina sencilla 4x2 Transmisión Manual a gasolina
- Luv D-Max 2.4 Doble Cabina 4x2 Transmisión Manual a gasolina
- Luv D-Max 2.5 Cabina sencilla 4x2 Transmisión Manual a diésel
- Luv D-Max 2.5 Doble Cabina 4x4 Transmisión Manual a diésel

#### Camiones
- Camión NHR Reward para 2.2 tons.
- Camión NKR Reward para 3.75 tons. Desde 2023 con la nueva norma Euro 6.
- Camión NNR Reward para 4.25 tons.
- Camión NPR Reward para 4.5 y 5 tons.
- Camión NPS Reward para 4.6 y 5 tons.
- Camión NQR Reward para 5.5 tons.
- Camión NRR Reward para 9.5 tons.
- Camión FRR Forward para 6.5 tons. Desde 2023 con la nueva norma Euro 6.
- Cabezote FSR Forward para 7.5 Tons.
- Cabezote FTR Forward para 9 Tons.
- Cabezote FVR Forward largo para 11.5 Tons.
- Cabezote FVR Forward corto para 11 tons.
- Cabezote FVR Forward minimula para 30 tons.
- Camión CYZ doble troque, para 20 tons.
- Camión FVZ doble troque, para 20 tons, versiones corta y larga.

#### Chasis para autobús
- Microbús NKR Reward para 20 y 24 puestos. Desde Julio de 2023 Con la nueva Norma Euro 6.
- Minibuseta NPR Reward para 20 puestos.
- Buseta NPR Reward para 27 puestos.
- Buseton NPR Reward para 29 puestos puerta delantera.
- Busetones NQR Reward para 32 y 36 puestos. Desde Julio de 2023 con la nueva norma Euro 6.
- Busetón FRR Forward Euro IV para 36 y 41 puestos.
- Midibuseton FRR Forward Euro II para 41 puestos. Actualmente solo se produce a Euro IV
- Bus CHR 580 (1984 - 1994) para 40 y 45 puestos.
- Bus LT 500 (1991 - 2000) para 35 y 40 puestos.
- Bus CHR 660 y CHR 660 LWR (1994 - 2001) dos versiones de chasis corto y largo para 35 y 45 puestos.
- Bus CHR 7.2 (2000 - 2013) para 40 y 44 puestos.
- Bus LV 150 y LV 150 Euro II (2001 - 2015) para 40 y 45 puestos.
- Bus LV 152 Euro IV (2015 - 2023) para 40 y 45 puestos, Suspensión de Ballestas.
- Bus LV 452 Euro IV (2015 - 2023) para 40 y 45 puestos, Suspensión de Aire (suspensión electroneumáticas).

Los modelos LV 152 y 452 es compuesta por un bastidor tipo buggie con secciones delantera y trasera unidas por un conector temporal, es decir, con distancia entre ejes variable.
Además con la llegada de Colmotores a Colombia, con la compra de Chrysler en 1981, se acaba la historia de 10 años de los chasis para bus Dodge P-900 (1971 - 1981) iniciando la producción de los primeros chasis CHR 580 del cual salieron al mercado hasta el año 1984.
Otro dato importante que hay que destacar acerca del CHR 580, es su durabilidad, su resistencia, su fuerza, y su eficiencia, para andar por los difíciles terrenos, y las difíciles carreteras colombianas.

#### Otros modelos
- Camión FXZ forward.

Además se ensamblaron y se ensamblan buses con chasis hechos en la localía para montar diversas series de buses como CHR, LT y LV 150 de la marca japonesa, además de los modelos livianos anteriormente mencionados.

#### Ingreso de la marca al mercado colombiano
En 1981 la General Motors se hace a la propiedad de la planta de ensamblaje que su rival Chrysler tenía en Colombia, consolidándose como socio mayoritario de GM Colmotores, lo que le permitió iniciar las exportaciones de vehículos a Chile, Ecuador y Venezuela, cambiando con ello la razón social de la planta a Colmotores; aprovechando para ello los beneficios del pacto común del Mercado Andino y así alcanzar un indiscutible predominio por sobre sus otras dos competidoras directas; como la Compañía Colombiana Automotriz (Mazda) y su otro par Renault Sofasa, con una participación del 51%. Con el tiempo, la planta perfecciona sus procesos hasta alcanzar reconocimiento internacional, lo que le permite, desde el año 1989, destinar más del 60% de su producción a la exportación. Posteriormente, con las nuevas inversiones efectuadas en la fábrica, hechas entre 1999 a 2009 se llega a ensamblar 2000 vehículos diarios y 4100 en 2008.
La planta de Colombia se encuentra localizada en el sector del Barrio "Colmotores", denominado así por la planta de ensamblaje de vehículos de la corporación General Motors ubicada en Bogotá, produce diariamente cerca de 4100 unidades, de las cuales casi la mitad se destina a la exportación, *a países como Chile, Ecuador y Venezuela, así como a mercados tan singulares como el chino.
La gama actual de productos es más diversa que al inicio de la operaciones, ensamblando y fabricando modelos de la operación de Corea del Sur de General Motors como el Aveo y el Spark y otros de las operaciones que paulatinamente se han retirado de Ecuador y Venezuela, como los modelos Luv D-Max, siendo el producto estrella la camioneta Luv Dmax con motorización Diésel, en todas sus versiones, con casi un 60% de la producción total de los modelos de GM Isuzu en el mercado andino, siendo el 40% restante ensamblado en Ecuador.
En las modernas instalaciones, la actualización se ha centrado en la incorporación de nuevos equipos de pintura de horno, y nuevas unidades robotizadas para acelerar el flujo de producción. En los últimos años la planta se ha modernizado con equipos cuyo valor llega a más de 300 millones de dólares. Allí trabajan más de 25 000 personas que son todos unos profesionales en el área. recientemente, se amplió la planta de Bogotá para iniciar la producción de los 14 modelos nuevos de los camiones y buses de las nuevas series N Reward y F Forward por un valor cercano a los 30 millones de dólares.

### Ecuador
En Ecuador actualmente se ensambla el Isuzu LUV D-Max bajo licencia de General Motors por OBB (Ómnibus Bela Botar), cuya ensambladora tiene experiencia desde 1981, año en la cual la General Motors se integra como accionista de OBB y así se inicia una inversión en ensamblar miles de automóviles, camionetas y todo terrenos que han sido emblemáticos en Ecuador y la región, tales como Chevrolet Blazer, Trooper, Suzuki Vitara/Sidekick y en poner sobre las vías a la célebre camioneta Chevrolet LUV, la misma que ganó un prestigio en el mercado local dando lugar a que tenga una menor depreciación entre otras camionetas o pick ups en el negocio de autos usados. Esta experiencia muy significativa dio lugar para que se ensamble sobre la plataforma el todo terreno Isuzu Rodeo con motor V6 con interesante acogida en el mercado ecuatoriano, cuyo modelo se descontinuo por razones de estrategia comercial, pues se introdujo en la casa de GM el Grand Vitara a un precio más económico con las mismas prestaciones y la misma reputación de Chevrolet.
Se ensambla y comercializa en Ecuador con el nombre de Chevrolet LUV D-Max en distintas versiones:
Luv D-Max 2.4 Cabina sencilla 4x2 Transmisión Manual a gasolina
Luv D-Max 2.4 Doble Cabina 4x2 Transmisión Manual a gasolina
Luv D-Max 2.5 Cabina sencilla 4x2 Transmisión Manual a diésel
Luv D-Max 2.5 Doble Cabina 4x4 Transmisión Manual a diésel
Luv D-Max 3.5 V6 Doble Cabina 4x2 Transmisión Manual a gasolina
Luv D-Max 3.5 V6 Doble Cabina 4x4 Transmisión Manual a gasolina
En 1989 la General Motors ya se había consolidado como accionista mayoritario de OBB, lo que le permitió iniciar las exportaciones de vehículos a Colombia y Venezuela y alcanzar un increíble liderazgo local, con una participación del 57%. Con el tiempo, la planta perfecciona sus procesos hasta alcanzar reconocimiento internacional, lo que le permite, en el año 2000, destinar el 40% de su producción a la exportación. Posteriormente, con las nuevas inversiones efectuadas en la fábrica, en 2007 se llega a ensamblar 185 vehículos diarios y 215 en 2008.
La planta, ubicada en Quito, produce diariamente cerca de 220 unidades, de las cuales casi la mitad se destina a la exportación, a países como Venezuela, Colombia y Chile. Los actuales productos son Chevrolet Aveo, LUV D-Max y Grand Vitara, incluyendo la versión SZ, ya descontinuada para Colombia, siendo el producto estrella la camioneta LUV D-Max, en todas sus versiones, con casi un 40% de la producción total.
En las modernas instalaciones, la inversión es constante. En los últimos años la planta se ha modernizado con equipos cuyo valor llega a casi 13 millones de dólares. Allí trabajan más de 1 600 personas altamente motivadas.

### México
Isuzu Motors de México, S. de R.L se estableció en 2005, llevando gran parte de su gama de productos para satisfacer las principales necesidades del mercado mexicano.
Durante los más de 10 años de Isuzu con México, destacan los siguientes acontecimientos:
- 2007 Lanzamiento ELF 300
- 2009 Inicia operaciones la planta de México
- 2010 Lanzamiento ELF600-BUS
- 2012 20,000 unidades vendidas
- 2014 Lanzamiento FORWARD 1100

### Venezuela
En Venezuela no se han comercializado o fabricado muchos modelos de vehículos bajo la marca Isuzu. El primer vehículo de esta marca fue el Isuzu Trooper, el cual se le conoció en este país como "Caribe 442" o coloquialmente "La Caribe", con motores 1900, 2300 y 2600, de chasis corto, largo, de tres y cinco puertas.
Por otra parte, la General Motors ha vendido muchos vehículos Isuzu bajo la marca Chevrolet. Por ejemplo: Chevrolet Trooper, segunda generación del Trooper, Luv, Luv D-Max, entre otros y como vehículos de carga podemos mencionar los NPR, NHR, NKR y EXZ entre otros.
También, la principal ensambladora de carrocerías de buses de Venezuela, llamada ENCAVA y situada en la ciudad de Valencia, utiliza motoros izuzu para la emsablacion de buses. Tales como 6hh1 6db1.

### Varios temas relacionados
- La comercialización de los productos de Isuzu en la región se efectúa en la mayoría de los casos mediante el uso de la marca Chevrolet.
- Más del 70% de los vehículos producidos en Colombia llevan hasta un 80% de componentes hechos localmente, especialmente el chasis, piezas como frenos, sistema eléctrico, ejes, así como su motor.
- En la planta OBB de Ecuador fue en la única de la región en donde se ensambló el pick-up de pasajeros basado en el Isuzu LUV, el RODEO.
- A comienzos de los años 1990, Isuzu desarrolló un motor V12 3.5 de Fórmula 1 que fue probado por Team Lotus en el Circuito de Silverstone en un Lotus 102C. En el equipo Británico tuvieron el interés de que Isuzu le suministrara los motores, pero las directivas de ese entonces de la marca perdió el interés en ingresar a la máxima categoría para centrarse en la producción de SUVs.[15]